# Katastrofa lotu Midwest Express 105
Katastrofa lotu Midwest Express 105 – katastrofa lotnicza, która wydarzyła się 6 września 1985 roku nieopodal lotniska w Milwaukee. Tuż po starcie, McDonnell Douglas DC-9 linii Midwest Express uniósł gwałtownie dziób ku górze i spadł z wysokości 700 stóp. Wszyscy obecni na pokładzie zginęli – 31 osób. Główną przyczyną wypadku była awaria prawego silnika, który eksplodował w momencie poderwania się samolotu do lotu.

## Samolot
Samolotem, który się rozbił był McDonnell Douglas DC-9 należący do przewoźnika Midwest Express – wydziału linii Midwest Airlines. Posiadał numery rejestracyjne N100ME.

## Przebieg lotu
Samolot wjechał na pas startowy nr 19R na lotnisku w Milwaukee. Załogą dowodził 31-letni kapitan Danny Martin, który awansował na stopień kapitana dopiero przed kilkoma miesiącami. Drugim pilotem był 37-letni Roger Weiss. Samolot rozpoczął rozbieg o 15:20. Chwilę po starcie załoga i pasażerowie usłyszeli głośny huk. Dopiero gdy uruchomił się alarm o awarii silnika, piloci podjęli jakiekolwiek decyzje. Kontroler nakazał skręcić im na kurs 175. Wówczas maszyna zaczęła mocno unosić dziób, wkrótce doprowadzając do przeciągnięcia przy prędkości 156 węzłów (289 km/h). Samolot przechylił się na prawe skrzydło aż o 90 stopni. Załoga utraciła kontrolę nad samolotem, który rozbił się zabijając 31 osób – wszystkich na pokładzie.

## Śledztwo
Dochodzeniem w sprawie katastrofy lotu 105 zajęła się Narodowa Rada Bezpieczeństwa Transportu (NTSB). Śledczy przesłuchali kontrolera lotów, który obsługiwał feralny lot. Od razu dowiedzieli się, że silnik wybuchł chwilę po starcie. Po dalszym śledztwie ustalono, że awaria spowodowana była zmęczeniem materiału i pęknięciem tulei – jednej z części wewnątrz obudowy silnika. Z zapisu rejestratorów pokładowych wyszła na jaw błędna koordynacja załogi – spanikowani piloci nie zastosowali się do procedur podczas sytuacji awaryjnej.